# Masters de Indian Wells 2011

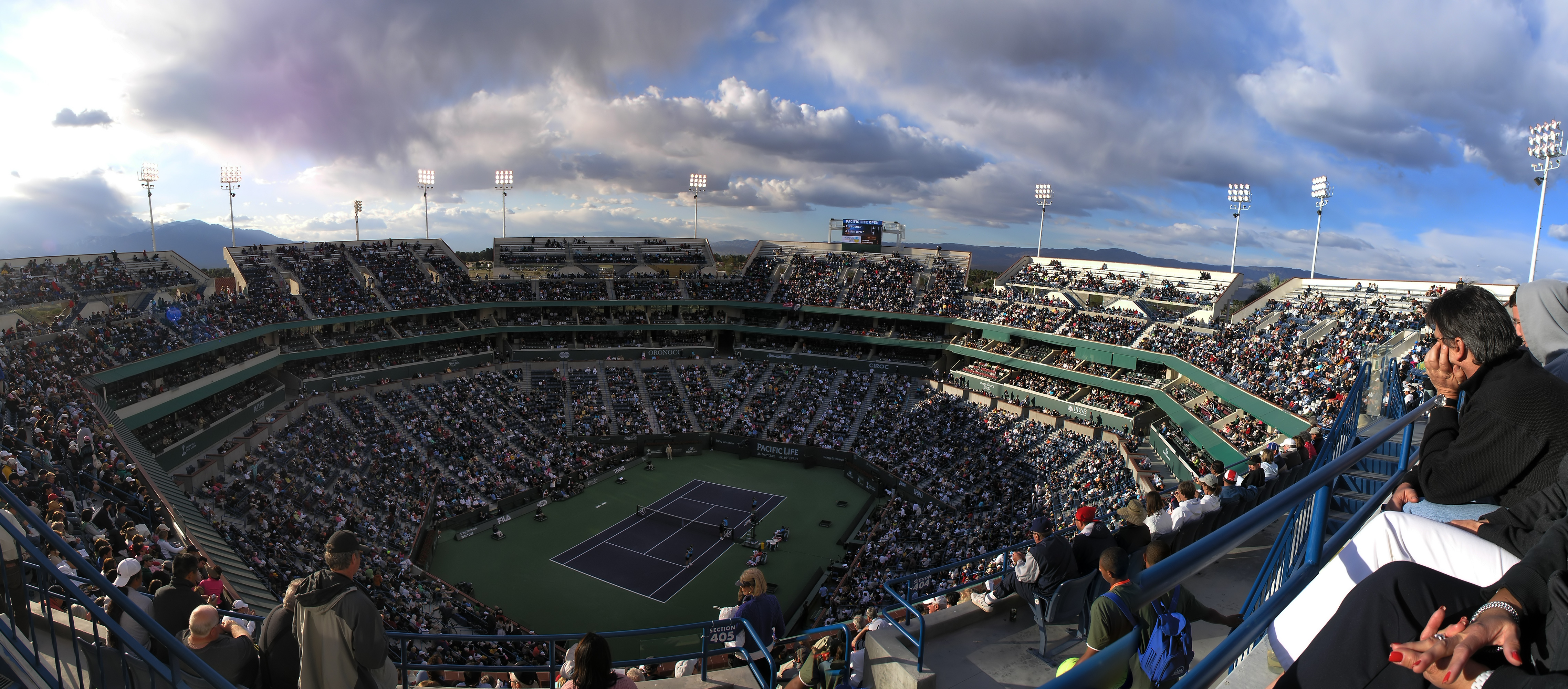
Cancha 1, la cancha principal del Indian Wells Tennis Garden, con un capacidad para 16.100 espectadores, es la segunda cancha más grande del mundo, detrás del Arthur Ashe Stadium en Nueva York.

El Masters de Indian Wells 2011, llamado BNP Paribas Open por motivos de patrocinio, fue un torneo de tenis que se disputó entre el 8 y el 20 de marzo de ese año en Indian Wells, en California (Estados Unidos).

## Campeones

### Individuales Masculino
Novak Djokovic vence a  Rafael Nadal por 4-6, 6-3 y 6-2.

### Individuales Femenino
Caroline Wozniacki vence a  Marion Bartoli por 6-1, 2-6 y 6-3.

### Dobles Masculino
Xavier Malisse /  Alexander Dolgopolov vencen a  Roger Federer /  Stanislas Wawrinka por 6-4 6-7(5) [10-8].

### Dobles Femenino
Sania Mirza /  Yelena Vesnina vencen a  Bethanie Mattek-Sands /  Meghann Shaughnessy por 6-0 y 7-5.